# Anacridium

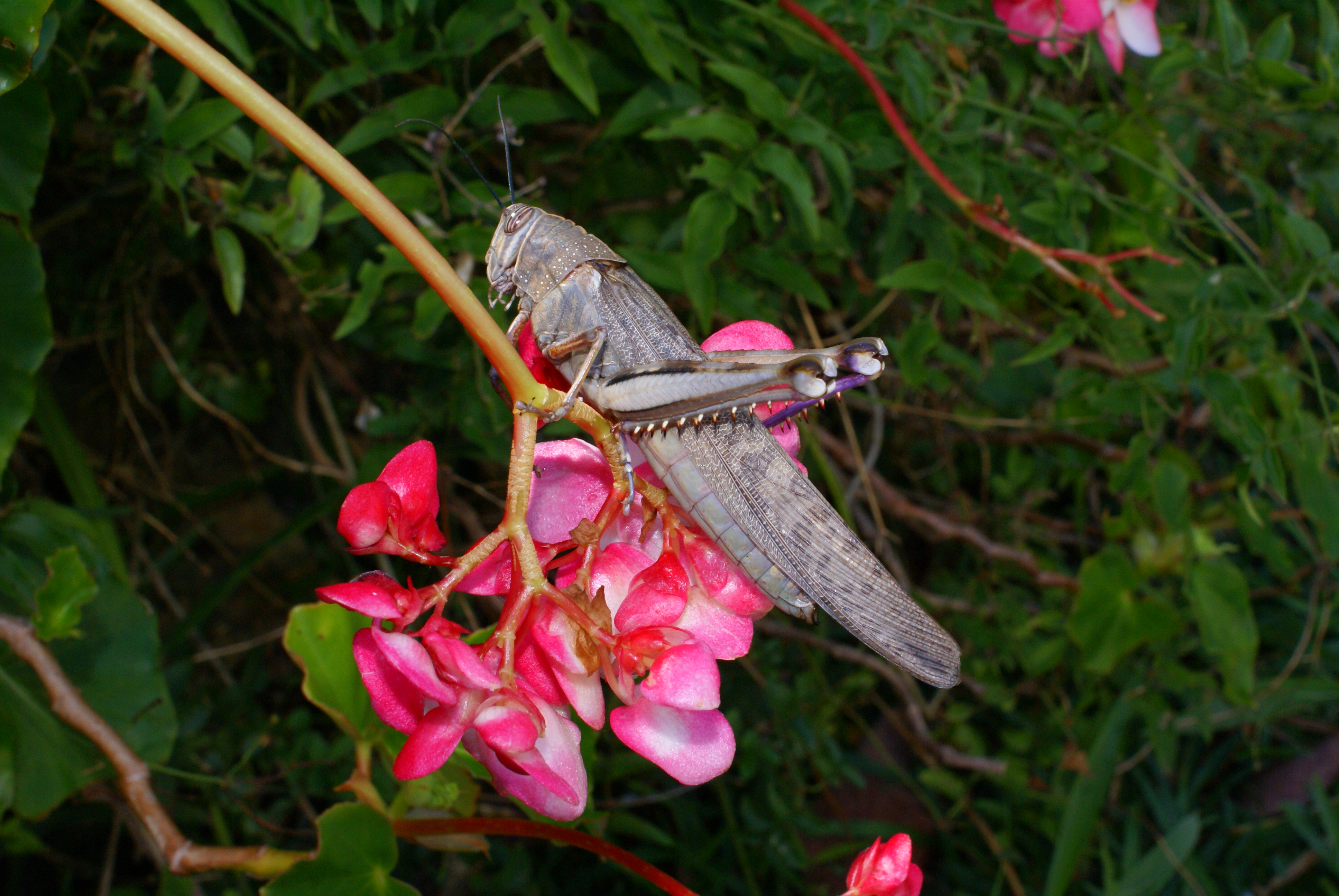
Anacridium melanorhodon

Anacridium ist eine Heuschrecken-Gattung aus der Familie der Feldheuschrecken (Acrididae).

## Merkmale
Die Augen sind bei lebenden Tieren hell rötlichbraun gefärbt und weisen 7 oder 8 dunkle Längsstreifen auf. Die Augen toter Tiere sind oftmals einfarbig. Das schwach eingesenkte Fastigium ist an den Seiten von Leisten begrenzt. Von diesen Leisten können zu den Ocelli, die von oben nicht erkennbar sind, Schwielen verlaufen. Die Seitenleisten der Stirnrippe sind erhöht. In Richtung der Basis der Fühler divergiert die Stirnrippe in der Regel leicht ab und ist ab dem Ocellus eingesenkt. Die Gesichtskiele sind deutlich erkennbar. Die aus 28 oder 29 Gliedern bestehenden Antennen sind hell- bis dunkelbraun gefärbt. Bei den Männchen sind sie um ungefähr 2/3 länger als die Paranota, bei den Weibchen um ungefähr die Hälfte. Bei Männchen und bei Weibchen sind die längsten Antennenglieder doppelt so lang wie breit. Ungefähr ab dem 11. Antennenglied sind die Glieder dichter punktiert. Vorn ist das Pronotum stumpfwinklig, hinten stumpfwinklig bis leicht spitzwinklig. Der erhabene Mittelkiel ist oftmals heller. Der Discus (Dorsalfläche des Pronotums) fällt vom Mittelkiel zum Sulcus dachförmig ab. Die Metazona ist fast eben und runzelig. Der Sulcus befindet sich ungefähr in der Mitte des Pronotums. Der Discus wird von allen Querfurchen durchschnitten. Die Paranota sind steil abfallend. Der Fortsatz des Prosternums ist leicht kompress fingerspitzenähnlich. Die Sterna sind runzelig. Der Mesosternalzwischenraum ist ungefähr 1,5-mal so lang wie breit. Die Lobi sind nur um ca. 20 % breiter. Insbesondere bei den Männchen ist der Metasternalzwischenraum schmal gestielt. Keine oder nur eine angedeutete Schrägleiste ist am dritten Episternum vorhanden. Die Arten sind macropter. Die Hinterknie werden durch die Elytren um 15 bis 25 Millimeter überragt. Basal weisen die Elytra die Grundfarbe auf, apikal werden sie heller und es sind kleine Flecken vorhanden. Stridulationsadern fehlen. Die glasigen Alae besitzen einen großen braunen Fleck in der Mitte der Analfächers. In Ruhelage sind sie ebenso lang wie die Elytra. Am ersten Abdominalsegment befinden sich Seitenleisten. Das Trommelfell der Tympanalöffnung ist schräg nach hinten geneigt. Die hinteren Femora der Männchen sind 4,3- bis 4,5-mal so lang wie hoch, bei den Weibchen sind sie dagegen ungefähr 5-mal so lang wie hoch. Die Dorsal- und die Ventralkante sind fein gezähnelt. An den hinteren Tibien sind außen dorsal 8 oder 9 Dornen, innen im Regelfall 10 Dornen und ein Apikaldorn vorhanden. Das Arolium der Männchen ist ungefähr um die Hälfte länger als die Krallen. Bei den Weibchen ist es dagegen nur ungefähr bis ein Viertel länger.

## Systematik
Die Gattung umfasst folgende 13 Arten. Sie kommen überwiegend in Afrika vor, die asiatische Verbreitung reicht östlich bis nach Java. In Europa ist nur eine Art (Anacridium aegyptium) beheimatet:
- Anacridium aegyptium (Linnaeus, 1764)
- Anacridium burri Dirsh & Uvarov, 1953
- Anacridium deschauenseei Rehn, 1941
- Anacridium eximium (Sjöstedt, 1918)
- Anacridium flavescens (Fabricius, 1793)
- Anacridium illustrissimum (Karsch, 1896)
- Anacridium incisum Rehn, 1942
- Anacridium javanicum Willemse, 1932
- Anacridium melanorhodon (Walker, 1870)
- Anacridium moestum (Serville, 1838)
- Anacridium rehni Dirsh, 1953
- Anacridium rubrispinum Bei-Bienko, 1948
- Anacridium wernerellum (Karny, 1907)

## Belege